# Паволини, Алессандро
Алесса́ндро Паволи́ни (итал. Alessandro Pavolini, 27 сентября 1903, Флоренция — 28 апреля 1945, Донго) — итальянский политик, журналист и эссеист. С 1939 по 1943 годы — министр культуры Италии. На этом посту проявлял жестокость в отношении противников фашизма.

## Биография
Уроженец Флоренции, Паволини был сыном Паоло Эмилио Паволини, крупного ученого в сфере санскрита и других индоевропейских языков. Блестящий студент, Алессандро получил юридическое образование в университете Флоренции и образование по политологии в Римском университете, путешествуя туда и обратно между двумя городами.
После вступления в движение Бенито Муссолини во Флоренции, он принял участие в нескольких акциях чернорубашечников, и привел отряд в 1922 году во время марша на Рим — момент, когда фашизм взял власть в Италии. Паволини были поставлены задачи в области культуры (в том числе молодёжных программ, запущенных фашистами), одновременно он публиковался в фашистских изданиях, таких как Battaglie fasciste, Rivoluzione fascista и Critica fascista. Благодаря его знакомству с лидером флорентийских фашистов Ридолфи, он ворвался в активную политическую жизнь, став его заместителем в 1927 году.
С 1929 по 1934 гг., он был местным лидером Национальной фашистской партии во Флоренции, а также редактором фашистского издания Bargello (названного в честь воинского звания, существовавшего в средние века). В этом издании он призывал интеллигенцию внести свой вклад в дело фашизма. Паволини было поручено пропагандировать фашизм в культурной и аристократической среде — он инициировал серию культурных событий, которые пережили как фашизм, так и смерть Паволини. В их числе ежегодные костюмированные инсценировки эпохи итальянского Возрождения, возрождение старинного вида спорта — флорентийского кальчо, оперный фестиваль Флорентийский музыкальный май и ярмарка ремесленников на мосту Понте Веккьо. 
В период с 1934 по 1942 гг. Паволини был постоянным автором газеты «Corriere della Sera» в качестве «специального гостя».

### Общенациональная известность
Известность Паволини вышла на общенациональный уровень после того, как он в 1932 году вошёл в руководство Национальной фашистской партии. Он стал президентом Конфедерации фашистских профессионалов и исполнителей, что позволили ему занять видное положение в Палате фасций и корпораций. Он принял участие во Второй итало-эфиопской войне в звании лейтенанта в эскадрилье бомбардировщиков, командиром которой был Галеаццо Чиано (оставаясь при этом корреспондентом «Corriere della Sera»). На протяжении всей своей политической карьеры Паволини публиковал эссе на темы культуры и литературы: например, Disperata («Отчаянный», 1937 г.) и Scomparsa d’Angela («Исчезновение Ангела», 1940 г.). В 1939 году он был назначен Муссолини министром народной культуры и находился в должности до февраля 1943 года.
Вторжение на Сицилию союзников и смещение Муссолини в Риме привели к вмешательству нацистской Германии и созданию нового фашистского государства на севере страны — Итальянской социальной республики. Паволини вошел в состав администрации республики при Муссолини, что сразу же способствовало тому, что он возглавил преемницу Национальной фашистской партии — Республиканскую фашистскую партию в качестве Генерального секретаря (он оказался единственным человеком, который занимал этот пост). Паволини принял участие в разработке основных документов республики, в том числе Веронского манифеста, председательствовал на Веронском конгрессе партии. Также в этот период он возглавил Чёрные бригады (Brigate Nere) — фашистские парамилитаристские группы, созданные из сквадристов в Итальянской социальной республике.
В апреле 1945 г. он был арестован при отчаянной попытке бегства, которую предпринял, пытаясь вплавь пересечь озеро Комо, но был задержан и казнен партизанами в Донго. До похорон его подвешенное вверх ногами тело выставлялось на всеобщее обозрение в Милане вместе с телами Муссолини, его любовницы Клары Петаччи, бывшего секретаря Национальной фашистской партии Акилле Стараче, соавтора Веронского манифеста Николы Бомбаччи и других.